# 苹果酸-天冬氨酸穿梭
苹果酸-天冬氨酸穿梭（英語：malate-aspartate shuttle，也称为苹果酸穿梭）是真核细胞中一个转运在糖酵解过程中传出的电子跨越半通透性的线粒体内膜以进行氧化磷酸化的生物化学体系。这些电子以还原性等效物的形式进入线粒体的电子传递链中以生成ATP。正因为线粒体内膜对于电子传递链的第一还原还原性等效物即还原型烟酰胺腺嘌呤二核苷酸（NADH）是不通透的，穿梭体系才有存在的必要。电子为了绕行，苹果酸携带着还原性等效物跨越线粒体膜。

## 构成要素
该穿梭体系由四个蛋白组成：
- 苹果酸脱氢酶：位于线粒体基质和膜间隙。
- 天冬氨酸氨基转移酶：位于线粒体基质和膜间隙。
- 苹果酸-α-酮戊二酸反向转运体：位于线粒体内膜。
- 谷氨酸-天冬氨酸反向转运体：位于线粒体内膜。

## 机制
位于苹果酸-天冬氨酸穿梭体系中的第一个酶是苹果酸脱氢酶。苹果酸脱氢酶在该穿梭体系中有两种存在形式：线粒体苹果酸脱氢酶以及胞浆脱氢酶。两种苹果酸脱氢酶的区别在于他们的存在位置以及结构，并且在此过程中催化的反应方向相反。
首先，在胞浆中苹果酸脱氢酶与草酰乙酸以及还原型烟酰胺腺嘌呤二核苷酸（NADH）作用生成苹果酸以及NAD+。在此过程中两个氢原子产生自NADH并伴随着一个H+也结合到草酰乙酸上形成苹果酸。
一旦苹果酸形成，第一个反向转运体（苹果酸-α-酮戊二酸）将苹果酸从胞浆引入线粒体基质与此同时并将α-酮戊二酸从线粒体基质中导出到胞浆中。当苹果酸到达线粒体基质后，它被线粒体苹果酸脱氢酶转换成草酰乙酸，与此同时NAD+被其中的两个电子还原成NADH且氢离子被释放出来。草酰乙酸接下来被线粒体天冬氨酸氨基转移酶转换为天冬氨酸（因为草酰乙酸不能透过内膜进入胞浆）。因为天冬氨酸是一种氨基酸，为生成它，氨基需要被加到草酰乙酸上。这个氨基由谷氨酸提供，与此同时后者也被同一个酶转变成了α-酮戊二酸。
第二个反向转运体（谷氨酸-天冬氨酸）将谷氨酸从胞浆引入线粒体基质与此同时将天冬氨酸从线粒体基质中导出到胞浆中。一旦进入胞浆，天冬氨酸被胞浆天冬氨酸氨基转移酶转变成草酰乙酸。
苹果酸-天冬氨酸穿梭的净效应是完全地还原：胞浆中的NADH被氧化成NAD+并且线粒体基质中的NAD+被还原成NADH。胞浆中的NAD+接下来可以被另一轮糖酵解还原，而线粒体基质中的NADH可以被用于向电子传递链传递电子以使ATP合成。
因为苹果酸-天冬氨酸穿梭时线粒体基质中的NADH重新生成，它可以使糖酵解所产生的能量最大化合成ATP（2.5个/NADH），最终导致每个葡萄糖代谢净收到32个ATP分子。将此与甘油磷酸穿梭相比，后者只将电子传送给电子传递链中的复合体II（与还原型黄素腺嘌呤二核苷酸所走路线相同），这样只能使糖酵解中产生的每个NADH合成1.5个ATP（最终导致每个葡萄糖代谢净收到30个ATP分子）。